# Frédéric Ozun
Pour les articles homonymes, voir Ozun (homonymie).
Frédéric Ozun est un homme politique français né le 22 février 1840 à Hèches (Hautes-Pyrénées) et décédé le 19 juillet 1907 à Hèches.

## Biographie
Avocat à Paris, il entre à la Gazette des tribunaux, où il est rédacteur pendant 30 ans, et publie, dès 1878, l'annuaire judiciaire. Conseiller général du Canton de la Barthe-de-Neste, il est député des Hautes-Pyrénées de 1902 à 1906, inscrit au groupe de la Gauche radicale.

## Sources
- « Frédéric Ozun », dans le Dictionnaire des parlementaires français (1889-1940), sous la direction de Jean Jolly, PUF, 1960 [détail de l’édition]